# Jozef Marko
Jozef Marko, né le 25 mai 1923 à Topoľčany et mort le 26 juillet 1996, est un footballeur international tchécoslovaque, évoluant au poste de milieu de terrain du début des années 1940 à la fin des années 1950. Il se reconvertit en entraîneur du début des années 1950 au début des années 1980.

## Biographie

### Joueur
De 1948 à 1949, Jozef Marko réalise neuf matchs avec l'équipe de Tchécoslovaquie et marque un but.
Il joue son premier match en équipe nationale le 18 avril 1948 contre la Pologne et son dernier le 13 novembre 1949 contre la France. Le 4 septembre 1949, il inscrit un but contre la Bulgarie en amical.

### Entraîneur
Reconverti en entraîneur, il dirige la sélection nationale tchécoslovaque pendant cinq ans, de 1965 à 1970, notamment lors de la Coupe du monde 1970.
Il dirige les joueurs tchécoslovaques sur un total de 33 matchs. Il dirige son premier match le 19 septembre 1965 contre la Roumanie et son dernier le 11 juin 1970 contre l'Angleterre.